# Germani pontici
Germanii pontici (în limba germană Schwarzmeerdeutsche) sunt coloniștii germanofoni stabiliți în Novorusia (zona de stepă din nordul Mării Negre, curpinsă între râurile Nistru la apus și Kuban la răsărit), în ultimul sfert al secolului XVIII-lea – primul sfert al secolului al XIX-lea, fiind veniți din diverse regiuni ale Germaniei, Austriei, Elveției și altor țări central-europene, la invitația guvernului țarist, pentru a pune în cultură ținuturile mai înainte, locuite de tătarii alungați spre Crimeea sau spre Imperiul otoman (între altele, spre Dobrogea). 
Pentru aceștia a fost înființată, în anul 1848, Dieceza catolică de Tiraspol.
În cadrul R.A.S.S. Moldovenești, recensământul general sovietic al populației din anul 1939 atesta 12 mii de etnici germani, ceea ce reprezenta 2 % din populația de 582 mii locuitori ai acestei R.A.S.S. din acel moment. Spre deosebire de germanii basarabeni și cei baltici, germanii pontici nu au căzut sub incidența protocolului sovieto-german din 5 septembrie 1940 privind „repatrierea” sau strămutarea germanilor, dar în 1944, ei au fost deportați spre Siberia și Asia Centrală ca „elemente periculoase și trădătoare”. În 1964, germanilor pontici li s-a permis revenirea în Republica Sovietică Socialistă Moldovenească (R.S.S.M.), dar nu în Republica Sovietică Socialistă Ucraineană (R.S.S.U.). La recensământul populației din 1989, în Moldova sovietică erau 7,3 mii etnici germani, cunoscuți în mod impropriu ca „germani transnistreni” (impropriu deoarece majoritatea locuiesc în teritoriile din dreapta Nistrului).

## Personalități
- Markus Glaser (1880–1950), episcop romano-catolic, deținut politic în România comunistă